# Minibiotus sidereus
Minibiotus sidereus är en djurart som tillhör fylumet trögkrypare, och som beskrevs av Pilato, Binda och Oscar Lisi 2003. Minibiotus sidereus ingår i släktet Minibiotus och familjen Macrobiotidae. Inga underarter finns listade i Catalogue of Life.